# Simulium dudgeoni
Simulium dudgeoni är en tvåvingeart som beskrevs av Takaoka och Davies 1995. Simulium dudgeoni ingår i släktet Simulium och familjen knott.
Artens utbredningsområde är Hongkong (Kina). Inga underarter finns listade i Catalogue of Life.